# Dancs Artur
Dancs Artur (Szatmárnémeti, 1970. november 10. –) erdélyi magyar tévé- és rádiószerkesztő, műsorvezető, riporter, előadóművész, közíró és blogger. A rendszerváltás utáni romániai magyar rádiózás egyik úttörője, Amerikába való távozásáig a szatmárnémeti City Rádió műsorvezetője, zenei szerkesztője. A one-man show (one-person show) és a stand-up comedy műfajainak romániai meghonosítója.

## Életpálya
Szülei Dancs György és Csutak Zsuzsanna. Középiskolai tanulmányait a Magyar Líceumban végezte, ahol 1989-ben szerzett érettségi diplomát.
Tanulmányai végeztével, 1991 és 1992 között helyettes tanárként dolgozott Nagypeleskén.

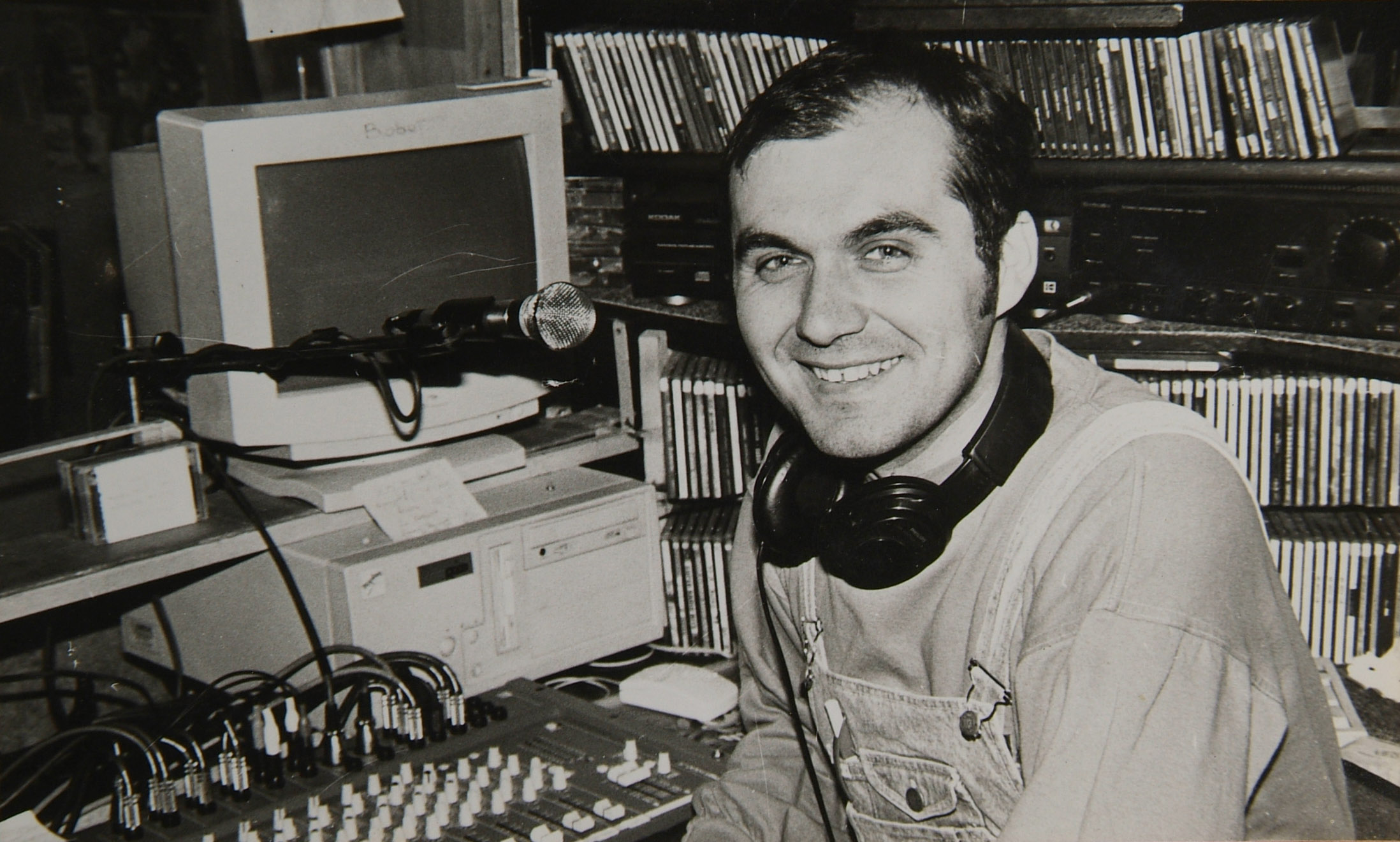
A Transilvania Rádió műsorvezetőjeként, 1996-ban

1992-től a romániai légitársaság, a TAROM alkalmazottja, később a Szatmár megyei képviselet helyettes igazgatója, majd igazgatója. 1995-től a helyi Samtel TV és Samtel Rádió magyar szerkesztőségének munkatársa, 1996-tól pedig a Transilvania Rádió szerkesztője, később egyedüli magyar műsorvezetője. 1998-tól a Román Televízió magyar adásának szatmári tudósítójaként is dolgozik.
Televíziós karrierjét hírolvasóként kezdte, később számos tudósítása, műsora is született, elsősorban kulturális (főként színházi) témákban.
Együttműködött a magyarországi Szamos TV-vel, a Fehérgyarmati Városi Televízióval (a Hármashatár Alapítvány közreműködésével), és több műsort, tudósítást készített a Duna Televíziónak is (főként a Híradó és a Régiók című műsorok számára). Nevéhez fűződik az első romániai magyar televíziós show-műsor elkészítése is. 1992-től kezdődően folyamatosan jelennek meg rövid prózái és publicisztikai írásai a Romániai Magyar Szó, az Erdélyi Napló és a Szatmári Friss Újság hasábjain.
Többször megfordul az Egyesült Államokban, ahol új stílusokat és műfajokat ismer meg, melyeket hazatérve igyekszik meghonosítani az erdélyi médiaorgánumokban (később színpadon is) – nem egyszer megelőzve azok magyarországi megjelenését is.
A kilencvenes évek második felétől kezdődően aktívan részt vesz a Bessenyei István színművész vezette Kulissza Színpad munkájában, melynek rövid idő alatt vezéregyéniségévé válik. A színjátszócsoport keretében kezdi (a kétezres évek elején) népszerű one-man show-sorozatát, melynek révén a műfaj erdélyi meghonosítójának számít. A Bessenyei István rendezésében bemutatott műsorokban ötvözte a magyar humor egyéni előadói műfajainak (pl. Hofi Géza műsorai) hagyományait az Amerikában megismert one-person show és stand-up comedy műfajaival. 1997 és 1998 között a Kossuth Rádiónak is készít interjúkat (a Határok nélkül rovat számára).
A kétezres évek közepén lemond a TAROM-igazgatásról, és Amerikába utazik. A 2005-ben alakuló magyar kereskedelmi rádió, a City Rádió (a Partium első, kizárólag magyar nyelven sugárzó rádiója) meghívására azonban hazatér, és újra műsorvezetőként, szerkesztőként kezd dolgozni. Különböző műsorok vezetése és szerkesztése mellett hamarosan a rádió zenei szerkesztését is elvállalja. Rádiós, televíziós és közírói tevékenysége mellett ő számít az egyik első romániai magyar bloggernek is (számos különböző blogot vezetett, és vezet jelenleg is).
2009-ben, megszakítva rádiós karrierjét, az Egyesült Államokban, New Yorkban telepedett le, és visszatért a légiszállításhoz. Az Egyesült Államok légiszállítóinak élvonalába tartozó Southwest Airlines alkalmazottja, 2010 decembere óta szakoktató is a légitársaság New York-i bázisán.
Ottani élményeiről, életéről Levelek New Yorkból címmel blogot vezet.
Miután Helsinkiben a Finnair Flight Academy keretén belül szerez oklevelet és nemzetközi repülési engedélyt, 2013-tól a finn nemzeti légitársaság, a Finnair légiutaskísérője megtartva New Yorkot honállomásaként. "Hogyan lettem légiutaskísérő?" címmel sorozatot indít, és ezzel új blogot is Égből kapott mesék címmel.

## Fontosabb írásai

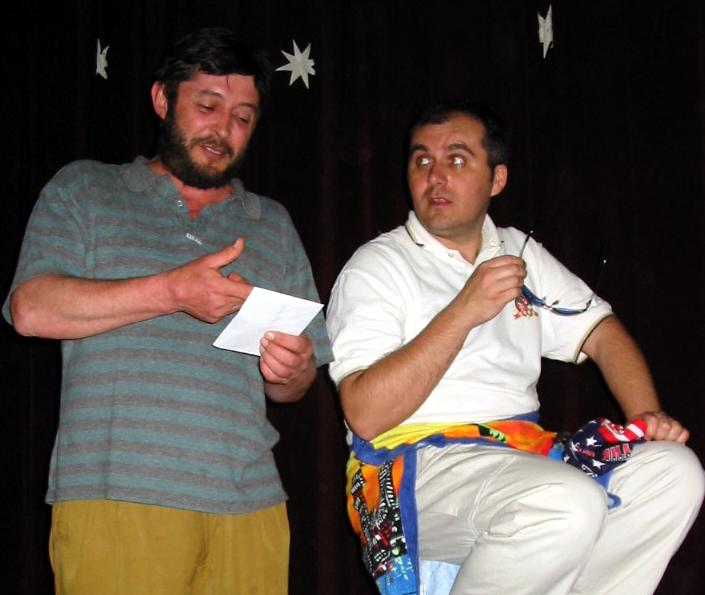
Bessenyei Istvánnal, Nem kapsz levegőt című egyéni műsorának rendelkezőpróbáján

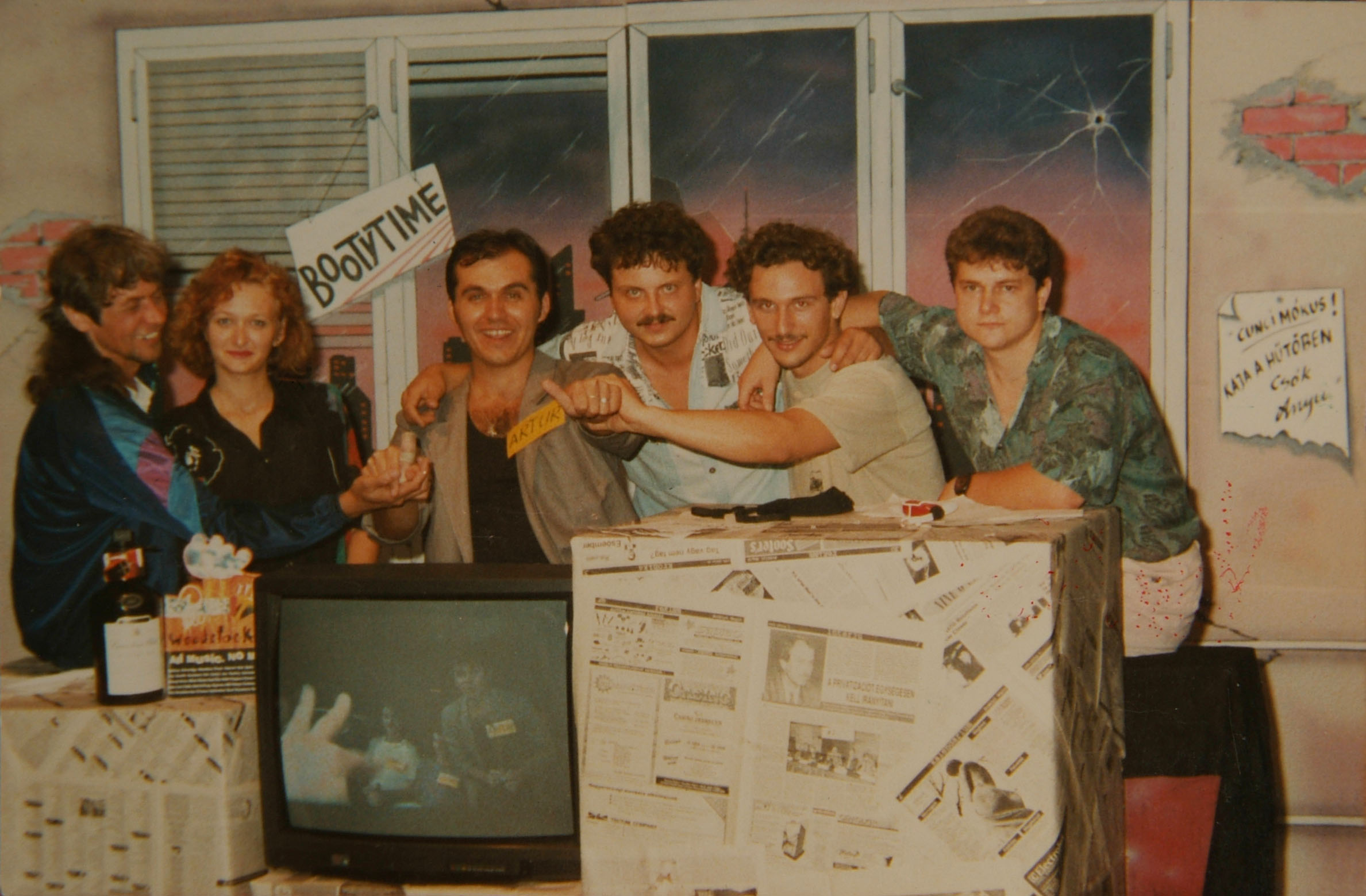
Az első romániai magyar televíziós show-műsor, a BootyTime műsorvezetőjeként, a műsor stábjával (Samtel TV)

- Itthon
- Repülőtéren

## Egyéni estjei
- "És miben játszik?" (2006)
- Én, az alternatíva (2004)
- A nagytestvér mindent lát (2002)
- Nem kapsz levegőt (2001)

## Fontosabb riportok, műsorok
- Bootyme – tévéshow-műsor

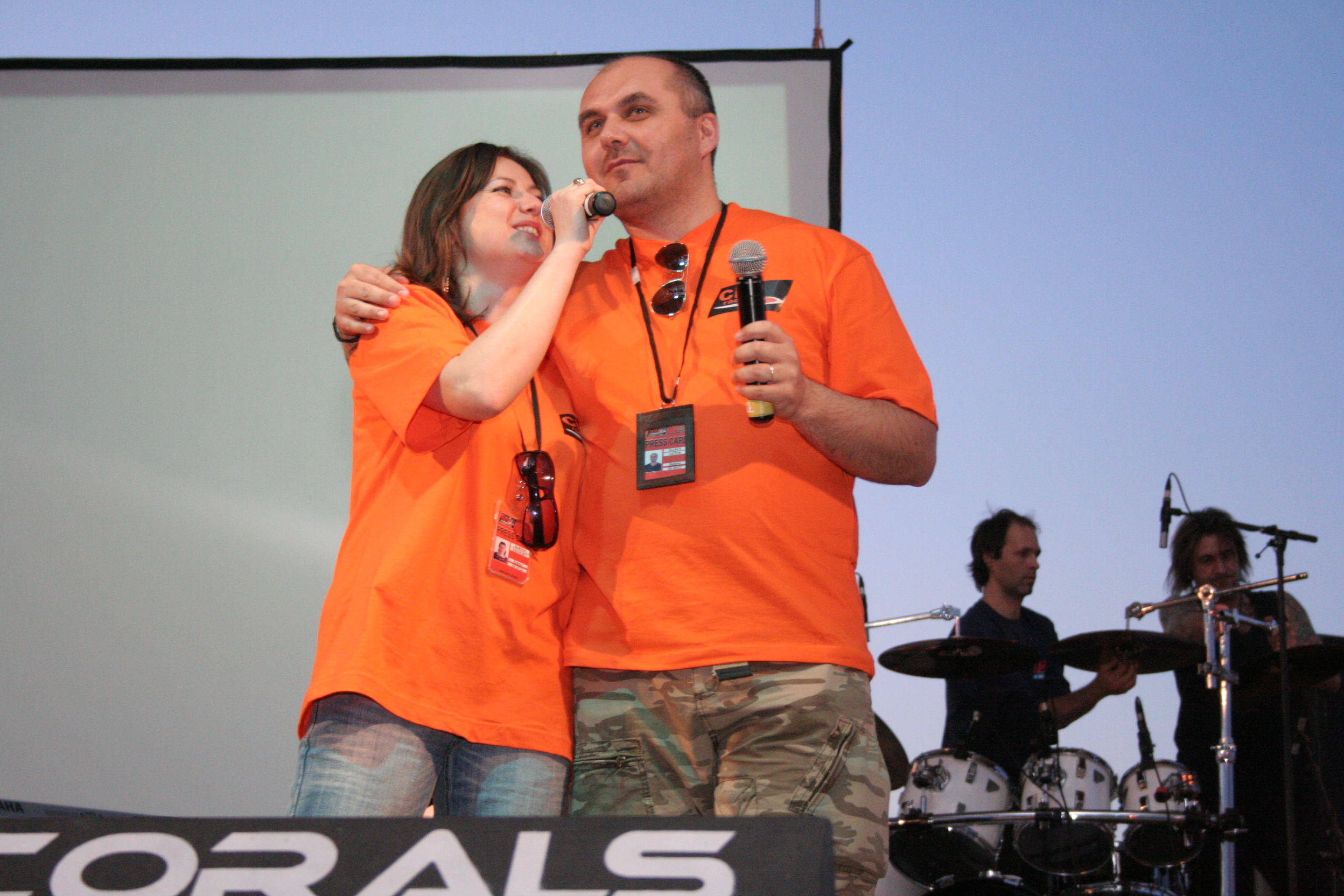
Bartos Erzsébettel a City Rádió kétéves "születésnapján"

- Társulat Harag György Köpenyéből (a szatmári színjátszás történetéről) – Duna TV
- Tisztára mosott történelem (Sike Lajos pályájáról) – Duna TV
- Petőfi és Szendrey Júlia nyomában Szatmáron és Koltón – Duna TV
- Falumúzeum Bogdándon – Kossuth Rádió
- Bepillantás Érszakácsi Monográfiájába – Kossuth Rádió
- Zetevár mondája – Kossuth Rádió
- Éjszakai repülés (Samtel Rádió, 2005) – szerda késő esténként jelentkező zenés, interaktív műsor, olyan, nagy népszerűségű későbbi műsoroknak is elődje volt, mint a Tegeződő (Bartos Erzsébet, Mezei Csilla) és az Ezek vagyunk mi (Szilágyi Levente).2010-ben, New Yorkban

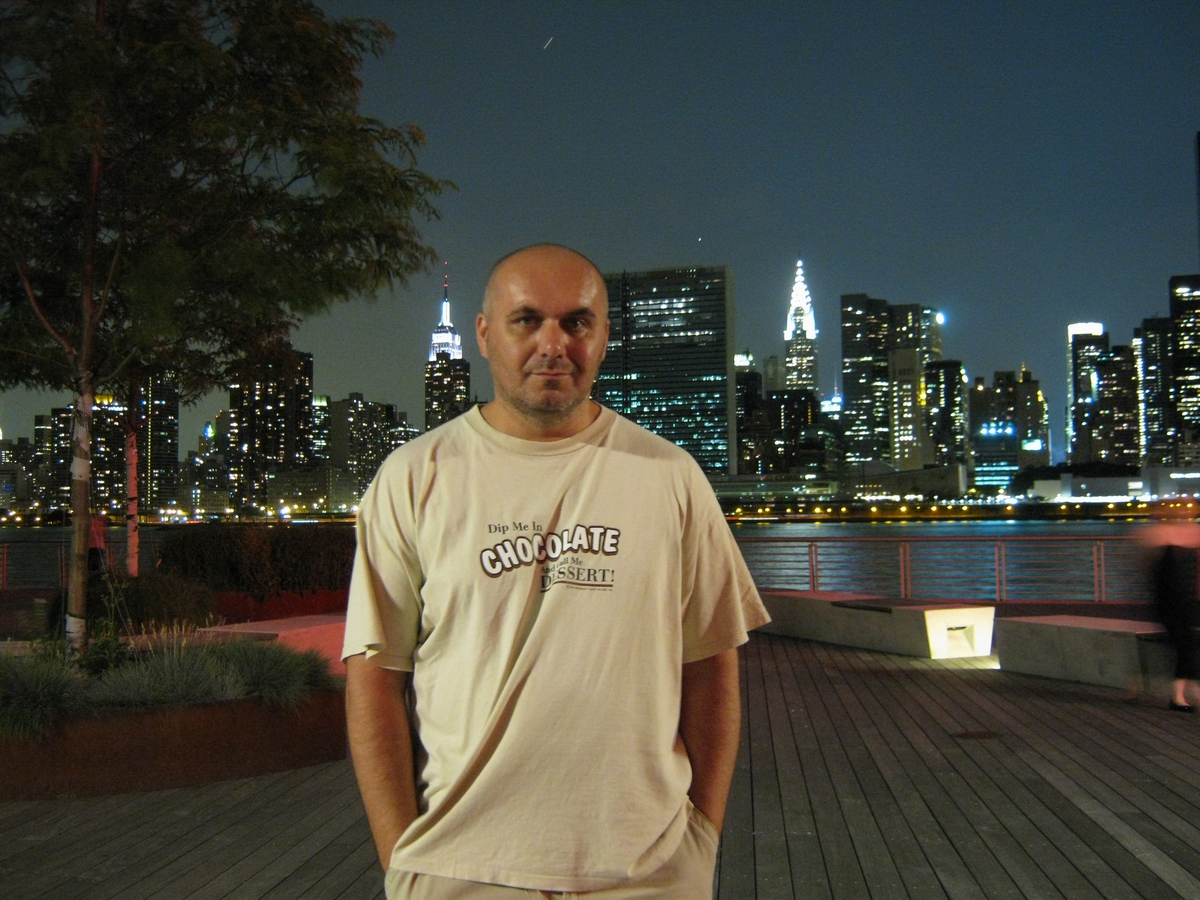
2010-ben, New Yorkban

- Teadélután (Transilvania Rádió, 2006) – kedd délutáni beszélgetések neves teavendégekkel (vendége volt többek között Ács Alajos, Soós Angéla, Sebestyén Márta, Lőrincz Ágnes, Méhes Kati).
- Tornác (Transilvania Rádió, 2006) – késő esti vidám társalkodó műsor (vendégei voltak: Bessenyei István, Gábor László, Gajdó Delinke, Fekete Júlia, Bartha Enikő).
- A lemezjátszó emlékei (City Rádió, 2007 – 2009) – hétfő esti nosztalgiaműsor. Több, mint 110 adást ért meg.
- A Broadwaytől New Orleansig (City Rádió, 2007- 2009) – kedd esti dzsessz, blues, szving és musical összeállítás. Több mint 100 adást ért meg.
- Válogatott ínyencségek (City Rádió, 2007 – 2008) – szerdánként, zenei különlegességek, érdekességek, koncertfelvételek.
- Albumlapozgató (City Rádió, 2007 – 2008) – zenei kiadványok, teljes albumok bemutatása csütörtök esténként.
- A Rút kiskacsától a Vidám batyubálig (2009 május) – műsor a Szatmári Színház fénykoráról Kisfalussy Bálint dalaira fűzve, a műsorban megszólal: Kisfalussy Bálint, Kulcsár Edit, Vándor András, Bessenyei István, Kovács Éva, élőben szerepel Soós Angéla és Méhes Kati.
- Kívánságműsor – City Rádió

## Fontosabb blogjai
- Levelek New Yorkból
- Blogja a Káfé Főnixen
- Égből kapott mesék
- Photo by Artur Dancs
- Somewhere In Northern Italy

## Díjai
- Irodalmi pályázat (Magyar Szó) – I. dj
- Irodalmi pályázat (Magyar Szó) – III. dj
- Prózapályázat (Magyar Szó) – I. dj
- IATA (International Air Transport Association) oklevél